# Vichtenstein
Vichtenstein – gmina w Austrii, w kraju związkowym Górna Austria, w powiecie Schärding. Liczy 665 mieszkańców.
W gminie znajduje się zamek Vichtenstein będący własnością prywatną.